# كارستن باومان
كارستن باومان (بالألمانية: Karsten Baumann)‏ (و. 1969  م) هو لاعب ومدرب كرة قدم، من ألمانيا، ولد في أولدنبورغ، يلعب كمُدَافِع.

## روابط خارجية
- كارستن باومان على موقع قاعدة بيانات كرة القدم.إي يو (الإنجليزية)
- كارستن باومان على موقع بيانات كرة القدم. دي إي (الألمانية)